# Richard Ruíz
Richard Ruíz Toledo (nació el 14 de enero de 1986 en Jiquipilas, Chiapas) es un futbolista mexicano que se desempeña como lateral o volante por derecha con Alebrijes de Oaxaca en la Liga de Expansión MX.

## Trayectoria
Jugó en los cuadros juveniles de Jaguares de Chiapas en Tercera División de México y Segunda División de México; de cara a la Temporada 2006-2007 se unió a Petroleros de Salamanca, cuando los Guindas eran filial de Jaguares en la División de Plata.

### Petroleros de Salamanca
El 2 de septiembre de 2006, debutó en la Primera División 'A' enfrentando a Dorados de Sinaloa en el Estadio Carlos González y González, en partido correspondiente a la Jornada 5 del Apertura 2006. 

### Club Tijuana
En el verano del 2009, Ruíz se unió al Club Tijuana. Con los Xoloitzcuintles ganó el Apertura 2010 y la Final de Ascenso 2010-11, llegando al Máximo Circuito en vísperas de la Temporada 2011-2012.  
Debutó con Xolos en la Primera División de México el 23 de julio de 2011, enfrentando a Morelia en el Estadio Caliente, en partido correspondiente a la Jornada 1 del Apertura 2011, el encuentro finalizó 1-2 a favor del cuadro Purépecha.
Obtuvo el título del Apertura 2012, el primero en la historia del club en Primera División, después de derrotar por marcador global de 4-1 a Toluca. 

### Cruz Azul
El 10 de junio de 2015, se confirmó que Ruíz se uniría a Cruz Azul. 

### Tiburones Rojos
El 7 de junio de 2017, Veracruz hizo oficial la llegada de Ruíz al conjunto Escualo. 

### Toluca
El 7 de junio de 2018, después de que el Toluca no llegara a un acuerdo con el Club León para retener a Leonel López, Richard Ruíz fue firmado como su reemplazo.

### Chapulineros
El 17 de julio de 2020, Chapulineros de Oaxaca anunció el fichaje de Richard Ruiz, de cara a la Temporada de su debut en la Liga de Balompié Mexicano.
El 10 de junio de 2024 salió de la institución.

### Alebrijes
En julio de 2024, Alebrijes de Oaxaca, dio a conocer la incorporación de Ruíz. 

## Estadísticas
| Petroleros de Salamanca · México                        |               |               |     |    |    |    |    |     |     |    |
| 2ª                                                      | 2006-07       | 29            | 3   | -  | -  | -  | -  | 29  | 3   |    |
| 2ª                                                      | 2007-08       | 25            | 0   | -  | -  | -  | -  | 25  | 0   |    |
| 2ª                                                      | 2008-09       | 29            | 1   | -  | -  | -  | -  | 29  | 1   |    |
| Total club                                              | Total club    | 83            | 4   | 0  | 0  | 0  | 0  | 83  | 4   |    |
| Club Tijuana · México                                   |               |               |     |    |    |    |    |     |     |    |
| 2ª                                                      | 2009-10       | 33            | 2   | -  | -  | -  | -  | 33  | 2   |    |
| 2ª                                                      | 2010-11       | 36            | 3   | -  | -  | -  | -  | 36  | 3   |    |
| 1ª                                                      | 2011-12       | 29            | 1   | -  | -  | -  | -  | 29  | 1   |    |
| 1ª                                                      | 2012-13       | 34            | 4   | 6  | 1  | 10 | 1  | 50  | 6   |    |
| 1ª                                                      | 2013-14       | 32            | 3   | -  | -  | 5  | 1  | 37  | 4   |    |
| 1ª                                                      | 2014-15       | 31            | 2   | 2  | 0  | -  | -  | 33  | 2   |    |
| Total club                                              | Total club    | 195           | 15  | 8  | 1  | 15 | 2  | 218 | 18  |    |
| Cruz Azul · México                                      |               |               |     |    |    |    |    |     |     |    |
| 1ª                                                      | 2015-16       | 14            | 1   | 7  | 0  | -  | -  | 21  | 1   |    |
| 1ª                                                      | 2016-17       | 16            | 2   | 10 | 0  | -  | -  | 26  | 2   |    |
| Total club                                              | Total club    | 30            | 3   | 17 | 0  | 0  | 0  | 47  | 3   |    |
| Veracruz · México                                       |               |               |     |    |    |    |    |     |     |    |
| 1ª                                                      | 2017-18       | 23            | 0   | 5  | 0  | -  | -  | 28  | 0   |    |
| Total club                                              | Total club    | 23            | 0   | 5  | 0  | 0  | 0  | 28  | 0   |    |
| Toluca · México                                         |               |               |     |    |    |    |    |     |     |    |
| 1ª                                                      | 2018-19       | 9             | 0   | 4  | 0  | -  | -  | 13  | 0   |    |
| 1ª                                                      | 2019-20       | 19            | 0   | 7  | 0  | -  | -  | 26  | 0   |    |
| Total club                                              | Total club    | 28            | 0   | 11 | 0  | 0  | 0  | 39  | 0   |    |
| Alebrijes de Oaxaca · México                            | 2ª            | 2024-25       | 5   | 0  | -  | -  | -  | -   | 5   | 0  |
| Alebrijes de Oaxaca · México                            | Total club    | Total club    | 5   | 0  | -  | -  | -  | -   | 5   | 0  |
| Total carrera                                           | Total carrera | Total carrera | 364 | 22 | 41 | 1  | 15 | 2   | 420 | 25 |
| (1)Incluye datos de la Copa México. (2)Incluye datos de |               |               |     |    |    |    |    |     |     |    |

## Palmarés

### Campeonatos nacionales
| Categoría                  | Título                                  | Club                   | País   |
| -------------------------- | --------------------------------------- | ---------------------- | ------ |
| Liga de Ascenso de México  | Apertura 2010                           | Club Tijuana           | México |
| Liga de Ascenso de México  | Final de Ascenso 2011                   | Club Tijuana           | México |
| Primera División de México | Apertura 2012                           | Club Tijuana           | México |
| Liga de Balompié Mexicano  | 2020-21                                 | Chapulineros de Oaxaca | México |
| Liga de Balompié Mexicano  | 2021                                    | Chapulineros de Oaxaca | México |
| Liga de Balompié Mexicano  | 2022                                    | Chapulineros de Oaxaca | México |
| Liga de Balompié Mexicano  | Copa de Balompié Mexicano 2022 Invierno | Chapulineros de Oaxaca | México |
| Liga de Balompié Mexicano  | Campeón de Campeones LBM                | Chapulineros de Oaxaca | México |
| Liga de Balompié Mexicano  | 2023-A                                  | Chapulineros de Oaxaca | México |
| Liga de Balompié Mexicano  | 2023-B                                  | Chapulineros de Oaxaca | México |